# خشنة دقيقة
الخشنة الدقيقة (باللاتينية: Asperula stricta) نوع نباتي ينتمي إلى جنس الخشنة من الفصيلة الفوية.

## الموئل والانتشار
موطن هذا النوع بلاد الشام وقبرص وتركيا.

## مرادفات للاسم العلمي[2]
- (باللاتينية: Asperula fasciculata Boiss.)
- (باللاتينية: Asperula stricta var. longifolia Boiss.)
- (باللاتينية: Asperula stricta subsp. pruinosa Ehrend.)
- (باللاتينية: Asperula stricta subsp. stricta)